# Micromesistius poutassou
La bacaladilla o lirio (Micromesistius poutassou) es un pez de la familia de los gádidos, común en el norte del océano Atlántico y en el Mediterráneo. A este pescado en España también se le conoce por el nombre de Abril, Bacalá, Bacaladitos o Perlita.

## Anatomía

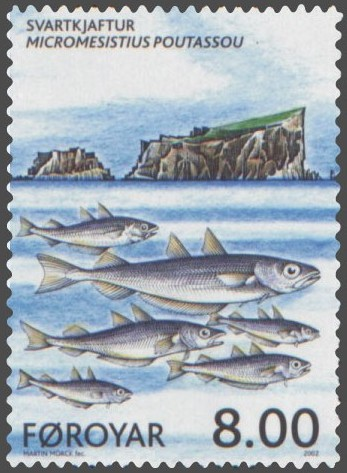
Sello con bacaladillas.

El color del dorso del pez es gris-azulado, cambiando gradualmente hasta blanco en el vientre, a veces con una pequeña mancha negra en la base de la aleta pectoral; la longitud máxima descrita para esta especie es de 50 cm, aunque su longitud máxima común es de unos 22 cm. En la aleta dorsal no tiene espinas y unos veinticinco radios blandos, mientras que en la aleta anal tiene cerca de cuarenta radios blandos; las aletas dorsales están muy separadas entre sí, con un espacio de separación entre las segunda y tercera aleta mayor que la longitud de la base de la primera aleta dorsal, característica que los permite diferenciar de otros gádidos; la línea lateral es continua a lo largo de todo el cuerpo.

## Hábitat y biología
Es una especia batipelágica y oceanódroma, viviendo a una profundidad entre 150 y 3000 m, aunque lo normal es entre 300 y 400 m, en aguas templadas entre los 79° y 26° de latitud Norte.
Habita la zona del talud continental a gran profundidad, donde se alimentan fundamentalmente de pequeños crustáceos, aunque los individuos de mayor tamaño también son depredadores de pequeños peces y cefalópodos; para alimentarse realizan migraciones diarias, en aguas superficiales de noche y cerca del fondo marino durante el día.

## Pesca
Es una especie tradicionalmente pescada en gran cantidad y de importancia comercial, si bien el precio que alcanzan en el mercado es bajo.